# Copa Merconorte
Copa Merconorteje bilo nogometno natjecanje za klubove u kojem su sudjelovale momčadi iz Bolivije, Ekvadora, Kolumbije, Perua i Venezuele, te kao gosti momčadi iz Kostarike, Meksika i SAD-a. 2001. je bila zadnja sezona, nakon koje se ujedinilo s Copa Mercosur u novo natjecanje - Copa Sudamericana.

## Format natjecanja
Momčadi su prvo bile podijeljene u grupe po četiri (tri grupe u sezonama 1998. i 1999., te četiri grupe 2000. i 2001.), a potom su četiri najbolje momčadi prošle u poluzavršnicu. 

Natjecanje se uglavnom igralo u drugom dijelu kalendarske godine.

## Sudionici završnice
| pobjednik | rezultati                    | drugoplasirani      |                                 |
| --------- | ---------------------------- | ------------------- | ------------------------------- |
| 1998.     | Atlético Nacional (Medellín) | 3:0, 1:1            | Deportivo (Cali)                |
| 1999.     | América (Cali)               | 1:2, 1:0            | Independiente Santa Fe (Bogotá) |
| 2000.     | Atlético Nacional (Medellín) | 0:0, 2:1            | Millionaris (Bogotá)            |
| 2001.     | Millionaris (Bogotá)         | 1:1, 1:1 (3:1 11 m) | Emelec (Guayaquil)              |

 rezultat podebljan - domaća utakmica za pobjednika 

## Poveznice i izvori
- conmebol.com, Copa Merconorte, wayback arhiva
- rsssf.com, Copa Merconorte
- rsssf.com, Copa Merconorte - vječna ljestvica
- Copa Sudamericana
- Copa Mercosur
- Copa CONMEBOL
- Copa Libertadores